# Mysterna
Mysterna è un'area urbana della Svezia situata nel comune di Göteborg, contea di Västra Götaland.
La popolazione rilevata nel censimento 2010 era di 3 418 abitanti .